# Beaumont-du-Périgord
Beaumont-du-Périgord ist eine Ortschaft und eine ehemalige französische Gemeinde mit 971 Einwohnern (Stand: 1. Januar 2022) im Département Dordogne in der Region Nouvelle-Aquitaine. Sie gehörte zum Arrondissement Bergerac und zum Kanton Lalinde.
Mit Wirkung vom 1. Januar 2016 wurden die früheren Gemeinden Beaumont-du-Périgord, Labouquerie, Nojals-et-Clotte und Sainte-Sabine-Born zu einer Commune nouvelle namens Beaumontois en Périgord zusammengelegt. Die ehemaligen Gemeinden verfügen in der neuen Gemeinde über den Status einer Commune déléguée. Der Verwaltungssitz befindet sich im Ort Beaumont-du-Périgord.

## Lage
Beaumont liegt etwa 30 Kilometer südöstlich von Bergerac und gut 50 Kilometer südwestlich von Sarlat-la-Canéda.

## Geschichte
Die auf einer Anhöhe liegende Bastide Beaumont-du-Périgord wurde 1272 gegründet; Anlass war ein Schutzabkommen dreier örtlicher Feudalherren mit dem englischen König Eduard I. Den Bau leitete Luke de Tany, der englische Seneschall der Gascogne. Der Schutz dieser „ersten königlichen Bastide“, eine der bedeutendsten im Périgord, hatte Bestand bis 1442, als die Franzosen sie gleichzeitig mit der Bastide Molières einnahmen. Jedoch wurden die Engländer erst nach der Schlacht bei Castillon 1453 endgültig vertrieben.
Der Grundriss der Ortschaft Beaumont bildet nicht – wie sonst üblich – ein Rechteck, sondern ein liegendes 'H'. Von der Befestigung ist wenig übrig geblieben. Die umgebende Mauer ist verschwunden.

## Bevölkerungsentwicklung
| Jahr      | 1975 | 1982 | 1990 | 1999 | 2006 | 2016 |
| Einwohner | 1226 | 1261 | 1155 | 1154 | 1145 | 1050 |

## Sehenswürdigkeiten

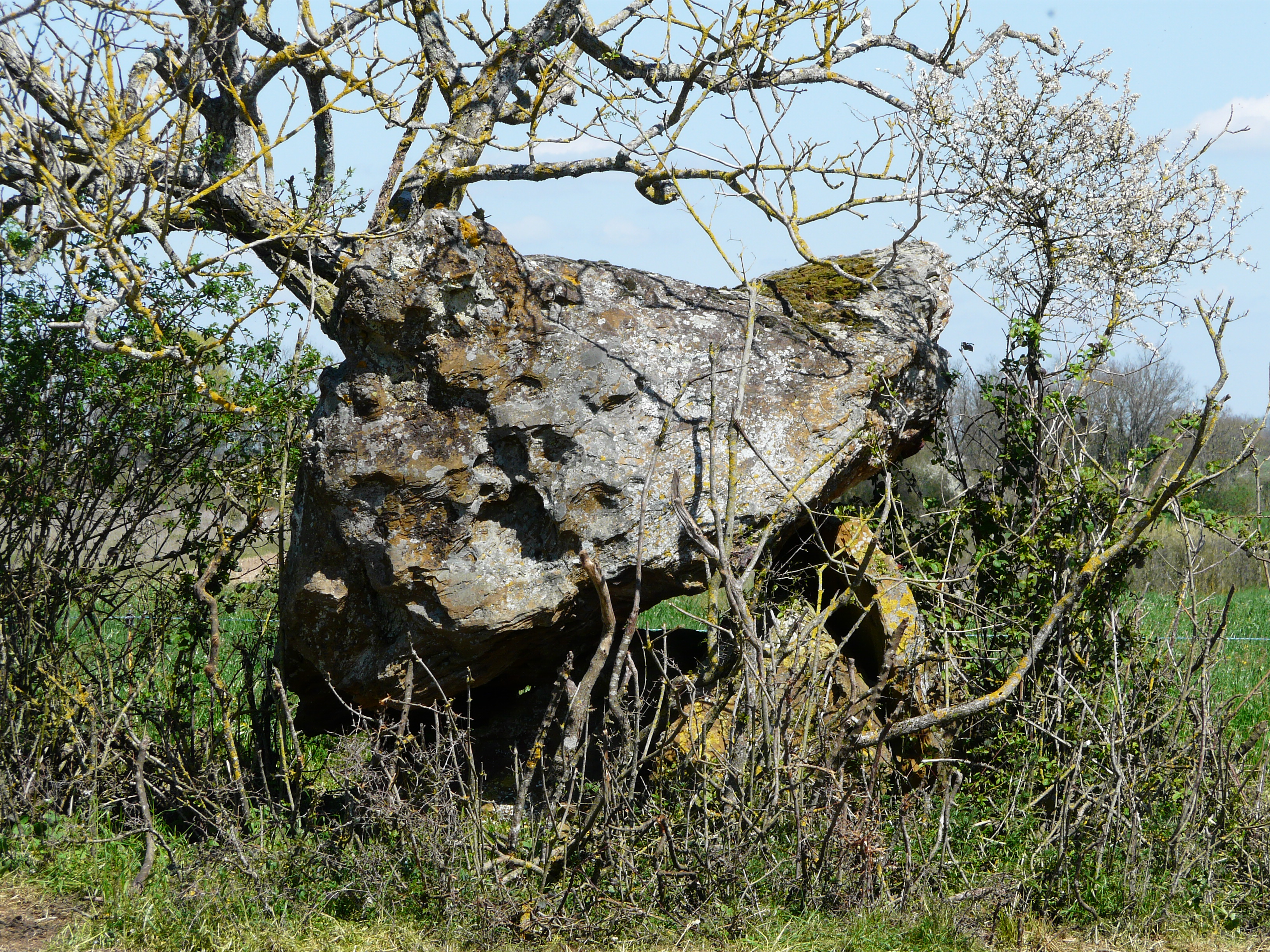
Dolmen Peyre Nègre

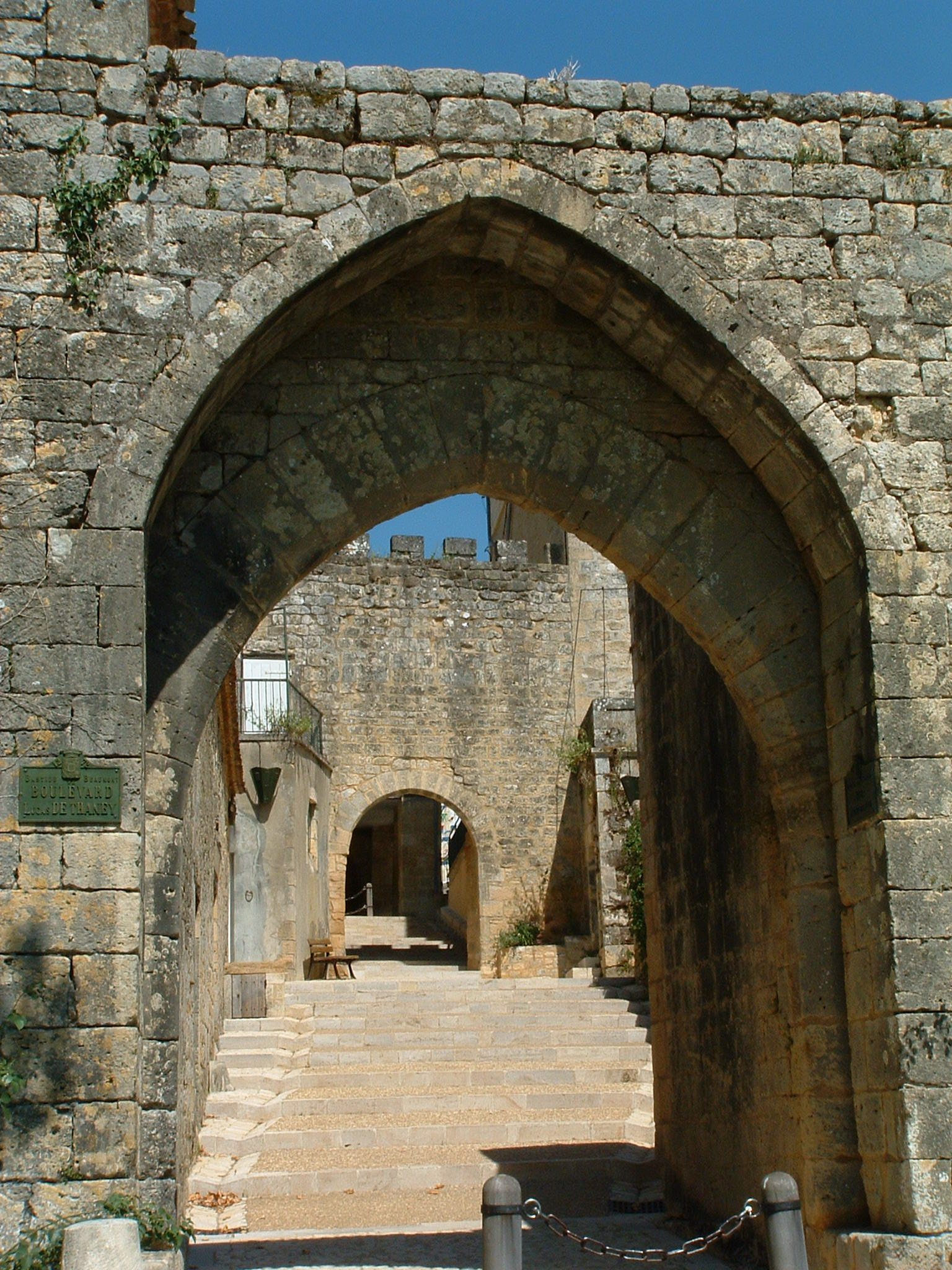
Porte de Lusies (oder Luzier)

- Kirche Saint-Front (13./14. Jahrhundert). Das gewaltige Gotteshaus zeigt die typischen Merkmale einer Festung mit Verteidigungstürmen, Pechnasen und einem umlaufenden Wehrgang. Wegen Ermangelung einer Burganlage diente es im Belagerungsfall als letzte Zuflucht. Der einzige Schmuck an dem Kirchenbauwerk ist das von einem Balkon und einem Figurenfries überwölbte Portal.
- Von den einst 16 Stadttoren steht nur noch die Porte de Lusies oder Luzier.
- Das heutige Rathaus stammt aus dem Jahre 1789 und diente lange Zeit als Hospital.
- Ein ehemaliges Konventsgebäude (Couvent des Dames de Foi) aus dem Jahre 1707 dient heute als Altersheim.
- Nur vier Kilometer nordwestlich stehen das Schloss Bannes (15./16. Jahrhundert) und die kleine romanische Pfarrkirche des Orts mit ihrem schönen Glockengiebel inmitten des Friedhofs.
- Das Château de Luzier aus dem 17./18. Jahrhundert liegt knapp vier Kilometer westlich.